# William Hickling Prescott

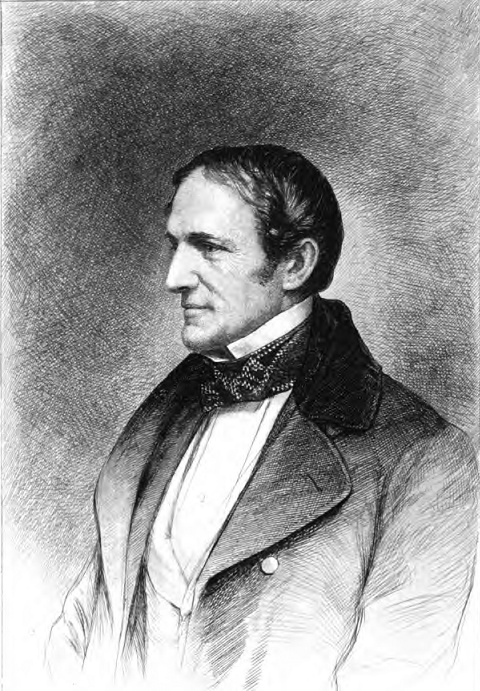
William Hickling Prescott (c. 1850).

William Hickling Prescott (* 4. Mai 1796 in Salem, Massachusetts; † 29. Januar 1859 in Boston) war ein amerikanischer Historiker.

## Leben
Er war der Enkel William Prescotts, der bei der Schlacht von Bunker Hill im Amerikanischen Unabhängigkeitskrieg die amerikanischen Truppen befehligte; sein Vater war ein renommierter Anwalt. Von 1811 bis 1814 studierte er an der Harvard-Universität. Zu Beginn seines Studiums erblindete er fast, als ein Brotkrumen, mit dem ein Kommilitone ihn in der Mensa zu Harvard bewarf, sich in seinem Auge festsetzte. Zeit seines Lebens blieb sein Sehvermögen stark beeinträchtigt.
1815 bis 1817 bereiste er Europa und begann mit dem Studium der europäischen Literatur und Geschichte, insbesondere der spanischen. Dieses Forschungsfeld war in den USA zuvor von Washington Irving erschlossen und popularisiert worden. 1837 erschien Prescotts erstes Hauptwerk History of Ferdinand and Isabella (3 Bände) über die Katholischen Könige und etablierte ihn als einen der renommiertesten amerikanischen Historiker. 1840 wurde er in die American Academy of Arts and Sciences gewählt. Weiterhin beschäftigte er sich eingehend mit der Geschichte der spanischen Kolonien in der Neuen Welt; 1843 erschien History of the Conquest of Mexico (3 Bände), 1847 Conquest of Peru (2 Bände). Sein letztes Werk, eine monumentale Biographie Philipps II., History of Philip II, blieb unvollendet; bis zu seinem Tod erschienen drei Bände. 1870 bis 1874 erschien eine erste sechzehnbändige Werkausgabe. Sein langjähriger Freund George Ticknor schrieb 1864 eine Biographie Prescotts.
Prescott verbrachte zum Quellenstudium viele Jahre in Europa; sein ungeheurer Fleiß erscheint wegen seiner Sehbehinderung umso imposanter. Prescott nutzte nach seiner Erblindung einen Noctographen, um seine Bücher zu schreiben. Seine Werke glänzen durch eine große Detailfülle und ihre stilistische und erzählerische Qualität und haben daher auch Aufnahme in den Kanon der amerikanischen Literatur gefunden.
1845 wurde er als korrespondierendes Mitglied in die Preußische Akademie der Wissenschaften aufgenommen. Das Haus in Boston, in dem er von 1845 an bis zu seinem Tod lebte, ist unter der Bezeichnung William H. Prescott House als National Historic Landmark im National Register of Historic Places eingetragen.

## Werke
- Geschichte der Regierung Ferdinand’s und Isabella’s der Katholischen von Spanien.  Bände 1–2. F. A. Brockhaus, Leipzig, 1842 (Digitalisat)

## Sekundärliteratur
- David Levin: History as Romantic Art: Bancroft, Prescott, Motley, and Parkman. Stanford University Press, Stanford CA 1959.